# Асава
Асава — река в России, протекает по Башкортостану. Приток Куганака. Длина реки составляет 31 км, площадь водосборного бассейна 188 км². Высота устья — 127,7 м над уровнем моря.
Протекает возле совхоза «Рощинский» и крупного села Кармаскалы. Асаву пересекает федеральная трасса Р-314.

## Данные водного реестра
По данным государственного водного реестра России относится к Камскому бассейновому округу, водохозяйственный участок реки — Белая от города Стерлитамак до водомерного поста у села Охлебино, без реки Сим, речной подбассейн реки — Белая. Речной бассейн реки — Кама.
Код объекта в государственном водном реестре — 10010200712111100018449.

## Притоки
- Акбатыр
- Бузай
- Буриказган
- Гранлей
- Камышлы
- Лесная
- Тагзимань